# 龙窖山酒
龙窖山酒是湖北通城縣出产的一类白酒，以湖南—湖北—江西三省界山龙窖山命名。龙窖山酒以小麦制曲作糖化剂，用高粱为主料，乃浓香型白酒；产品包括龙窖、龙窖山、尊龙、卧龙、和盛龙等系列，除白酒外，尚有红酒型桂花酒。